# Месштеттен
Месштеттен (нем. Meßstetten) — город в Германии, в земле Баден-Вюртемберг.
Подчинён административному округу Тюбинген. Входит в состав района Цоллернальб. Население составляет 10 472 человека (на 31 декабря 2010 года). Занимает площадь 76,82 км². Официальный код — 08 4 17 044.
Город подразделяется на 7 городских районов.

## Фотографии

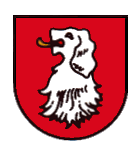
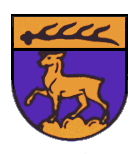
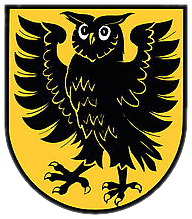